# Rafael Gordillo
Rafael Gordillo Vázquez (Almendralejo, 1957. február 24. –) Európa-bajnoki ezüstérmes spanyol válogatott labdarúgó.

## Pályafutása

### Klubcsapatban
Almendralejóban született, Badajoz tartományban, de még néhány hónapos korában Sevillába költözött a családjával, ahonnan szülei eredetileg is származtak. A labdarúgás is Sevillában kezdte el, 1972-ben, 15 évesen a Real Betis szerződtette. Az első csapatban 1977. január 30-án mutatkozott be egy Burgos elleni bajnoki alkalmával. Még ugyanabban az évben csapatával bejutott a spanyol kupa döntőjébe, ahol büntetők után legyőzték az Athletic Bilbaót és elhódították a kupát. Kilenc szezont és mintegy 300 mérkőzést követően 1985-ben a Real Madridba igazolt. Első idénye végén bajnokságot és UEFA-kupát nyert újdonsült csapatával. Az 1. FC Köln elleni döntő első mérkőzésén gólt is szerzett. A sikert későbbi további négy bajnoki cím, egy kupa és három szuperkupa-győzelem követte. 
1992-ben visszatért a Betishez és az 1993–94-es idényben segített feljutni csapatának a másodosztályból. 1995 ben a másodosztályú Écija Balompié játékosaként vonult vissza az aktív játéktól.

### A válogatottban
1978 és 1988 között 75 alkalommal szerepelt a spanyol válogatottban és 3 gólt szerzett. Egy Gijónban rendezett Norvégia elleni barátságos mérkőzés alkalmával mutatkozott be 1978. március 29-én, amely 3–0-ás hazai győzelemmel zárult. Részt vett az 1980-as és az 1984-es és az 1988-as Európa-bajnokságon, illetve az 1982-es és az 1986-os világbajnokságon.

## Sikerei, díjai
Real Betis
- Spanyol kupa (1): 1976–77

Real Madrid
- Spanyol bajnok (5): 1985–86, 1986–87, 1987–88, 1988–89, 1989–90
- Spanyol kupa (1): 1988–89
- Spanyol szuperkupa (3): 1988, 1989, 1990
- UEFA-kupa (1): 1985–86

Spanyolország
- Európa-bajnoki döntős (1): 1984

## Külső hivatkozások
- Rafael Gordillo adatlapja a National-Football-Teams.com oldalon (angolul)

- Rafael Gordillo (angol nyelven). FootballDatabase.eu
- Rafael Gordillo (angol nyelven). eu-football.info
- Rafael Gordillo (angol, katalán, spanyol nyelven). BDFutbol.com
- Rafael Gordillo (német nyelven). kicker.de
- Rafael Gordillo adatlapja a worldfootball.net oldalon (angolul)